# Ledce (okres Mladá Boleslav)
Obec Ledce se nachází v okrese Mladá Boleslav, kraj Středočeský. Rozkládá se asi patnáct kilometrů jihovýchodně od Mladé Boleslavi. Žije zde 414 obyvatel.

## Historie
První písemná zmínka o obci pochází z roku 1383.

## Obecní správa
Od 1. ledna 1980 do 23. listopadu 1990 k obci patřily Prodašice.

### Územněsprávní začlenění
Dějiny územněsprávního začleňování zahrnují období od roku 1850 do současnosti. V chronologickém přehledu je uvedena územně administrativní příslušnost obce v roce, kdy ke změně došlo:
- 1850 země česká, kraj Jičín, politický okres Jičín, soudní okres Libáň[5]
- 1855 země česká, kraj Jičín, soudní okres Libáň[5]
- 1868 země česká, politický okres Jičín, soudní okres Libáň[5]
- 1939 země česká, Oberlandrat Jičín, politický okres Jičín, soudní okres Libáň[6]
- 1942 země česká, Oberlandrat Hradec Králové, politický okres Jičín, soudní okres Libáň[7]
- 1945 země česká, správní okres Jičín, soudní okres Libáň[8]
- 1949 Hradecký kraj, okres Jičín[9]
- 1960 Středočeský kraj, okres Mladá Boleslav[10]

## Společnost
Ve vsi Ledce s 390 obyvateli v roce 1932 byly evidovány tyto živnosti a obchody: 3 hostince, 2 koláři, 2 kováři, krejčí, 2 mlýny, 2 obuvníci, 3 obchody se smíšeným zbožím, spořitelní a záložní spolek, trafika.

## Doprava
Silniční doprava
Do obce vedou silnice III. třídy.
Železniční doprava
Železniční trať ani stanice na území obce nejsou. Nejblíže obci je železniční stanice Dolní Bousov ve vzdálenosti 10 km ležící na trati 064 z Mladé Boleslavi do Staré Paky a na trati 063 z Bakova nad Jizerou do Dolního Bousova.
Autobusová doprava
V obci zastavovaly v pracovních dnech května 2011 autobusové linky Mladá Boleslav-Dobrovice-Prodašice (8 spojů tam, 7 spojů zpět) (dopravce TRANSCENTRUM bus, s.r.o.) a Pecka-Nová Paka-Jičín -Dobrovice-Praha (1 spoj tam i zpět) (dopravce OSNADO, s.r.o.).

## Osobnosti
- Josef Jiránek (1855–1940), hudební skladatel a pedagog
- Alois Jiránek (1858–1950), hudební skladatel a výtvarník